# Amtsgericht Burgk

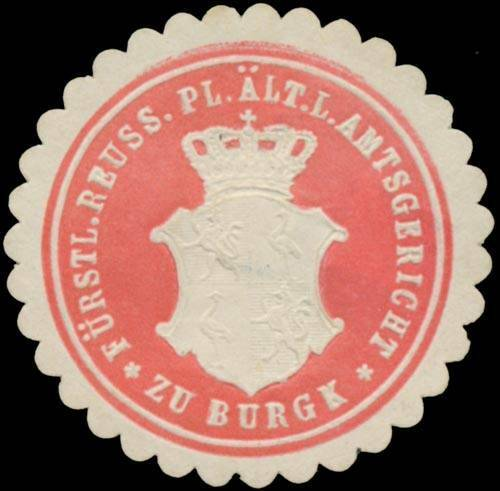
Siegelmarke Fürstlich Reußisches Amtsgericht zu Burgk

Das Fürstlich reußische Amtsgericht Burgk war von 1879 bis 1919 ein Amtsgericht mit Sitz in Burgk für das Fürstentum Reuß älterer Linie.

## Vorgeschichte
Das Amt Burgk nahm bis 1868 sowohl die Verwaltungs- als auch Gerichtsfunktion als Eingangsinstanz wahr. Ihm stand sowohl die hohe als auch die niedere Gerichtsbarkeit zu. 1868 wurde in Reuß älterer Linie die Trennung der Rechtsprechung von der Verwaltung eingeführt. Das Justizamt Burgk übernahm die Gerichtsfunktion, die Verwaltungsfunktion ging auf das Landratsamt Gera über. Die letzte Instanz bildete weiter das Oberappellationsgericht Jena. Als Mittelinstanz wurde mit Staatsvertrag das gemeinsame Appellationsgericht Eisenach ins Leben gerufen und mit Veröffentlichung vom 18. August 1868 bekannt gemacht,
Aufgrund der Lage als Exklave des Fürstentums Reuß älterer Linie übernahm das Justizamt Burgk weiterhin einen Teil der Verwaltungsaufgaben im Auftrag des Landkreises.

## Geschichte
Mit den Reichsjustizgesetzen wurde im Deutschen Reich reichsweit eine einheitliche Gerichtsorganisation geschaffen. Das Gerichtsverfassungsgesetz vom 27. Januar 1877 legte als Instanzenzug Amtsgerichte, Landgerichte und Oberlandesgerichte fest. Die Umsetzung in Reuß älterer Linie führte aufgrund der geringen Größe und der Zersplitterung der Landesteile zu sehr kleinen Gerichten. Auf Obergerichtsebene hatte es bereits vorher das gemeinschaftliche Oberappellationsgericht Jena gegeben, da Reuß ä.L. um ein Vielfaches zu klein für ein eigenes Obergericht gewesen war. Dieses wurde nun zum Oberlandesgericht Jena. Als Landgericht wurde das Landgericht Greiz geschaffen, das  für das ganze Fürstentum zuständig war. Das Amtsgericht Burgk war eines von drei Amtsgerichten, die dem Landgericht Greiz nachgeordnet waren. Es war der Nachfolger des nun aufgehobenen Justizamtes Burgk. Das Amtsgericht Burgk war eines der kleinsten Amtsgerichte im Reich. 1880 war es für weniger als 5000 Einwohner zuständig und hatte nur eine Richterstelle.
Rechtsgrundlage für die Bildung der Gerichte war das 32. Gesetz vom 21. November 1878, Aenderungen der bestehenden Gerichtsorganisation betreffend. Aufgrund der Lage als Exklave waren dem Amtsgericht Burgk auch einige landratsamtliche Befugnisse übertragen.
Nach der Novemberrevolution 1918 wurde die Auflösung der thüringischen Kleinstaaten und die Bildung eines neuen Landes Thüringen betrieben. Damit verbunden war eine völlige Neuordnung der Gerichte. In einem ersten Schritt wurden Reuß ä. L. und Reuß jüngere Linie im Volksstaat Reuß zusammengefasst. Nach der Gründung des Volksstaates Reuß wurde mit Erlass vom 11. Juli 1919 betreffend die Abänderung des Staatsvertrags über die Fortdauer der Landgerichtsgemeinschaft in Gera das bis dahin bestehende Amtsgericht Burgk aufgehoben und sein Sprengel auf die Amtsgerichte Schleiz und Lobenstein verteilt (verwaltungsmäßig wurde er ganz dem Bezirksverband (bisher Landratsamt) Schleiz zugeordnet). Damit wurde die Neuordnung umgesetzt, die der Arbeiter- und Soldatenrat bereits mit dem Gemeinschaftsnotgesetz, betr. den Zusammenschluß der beiden Freistaaten Reuß auf dem Gebiete der Gesetzgebung, Verwaltung und Rechtspflege vom 21. Dezember 1918 verordnet hatte.

## Amtsgerichtsgebäude
Das Amtsgericht befand sich zunächst im Amtshaus auf Schloss Burgk. Im Jahre 1886 wurde das Reußische Amtsgerichtsgebäude erbaut. Nach der Gründung des Freistaates Thüringen 1922 wurde es zum Kinderheim umgewidmet. Nach einer zwischenzeitlichen Nutzung als Müttergenesungsheim wird das Haus seit 1952 wieder als Kinder- und Jugendheim genutzt, heute in Trägerschaft der Arbeiterwohlfahrt (AWO) Saale-Orla-Kreis.

## Richter
- Heinrich Weigelt (Vorsteher des Justizamtes Burgk 1887 bis 1876)